# Торилон жовтоокий
Торило́н жовтоокий (Anairetes parulus) — вид горобцеподібних птахів родини тиранових (Tyrannidae). Мешкає в Південній Америці.

## Опис
Довжина птаха становить 9,5-11 см, вага 6 г. Довжина крила становить 6 см, довжина хвоста 5,8 см. Голова переважно чорна, поцяткована білими смужками. На голові помітний чорний, роздвоєний чуб, на тімені невелика біла пляма. Спина тьмяно-сірувато-коричнева, крила і хвіст більш темні. На крилах дві вузькі білі смужки, крайні стернові пера білі. Горло і груди білі, поцятковані темно-сірими або чорнуватими смужками, на боках вони менш помітні. Живіт жовтуватий. Дзьоб і лапи чорні, очі кремово-білі або жовтувато-білі. У самиць і молодих птахів чуб менший, у молодих птахів крила мають охристий відтінок, пляма на тімені відсутній. У представників підвиду A. p. aequatorialis верхня частина тіла більш коричнева, смуги на грудях і крилах більш помітні. Представники підвиду A. p. aequatorialis мають переважно блідо-сіре забарвлення, смуги на грудях і крилах більш помітні, живіт жовтуватий або білуватий.

## Підвиди
Виділяють три підвиди:
- A. p. aequatorialis Berlepsch & Taczanowski, 1884 — Анди від центральної Колумбії до північно-західної Аргентини (Сальта, Жужуй);
- A. p. patagonicus (Hellmayr, 1920) — Аргентина (від Мендоси до Санта-Круса);
- A. p. parulus (Kittlitz, 1830) — Анди в Чилі і південно-західній Аргентині, Вогняна Земля.

## Поширення і екологія
Жовтоокі торилони мешкають в Колумбії, Еквадорі, Перу, Болівії, Чилі і Аргентині, бродячі птахи спостерігали на Фолклендських островах. Південні популяції взимку мігрують на північ. Жовтоокі торилони живуть у вологих гірських тропічних лісах, на узліссях і у високогірних чагарникових заростях Анд, а також в сухих чагарникових заростях Патагонії. Зустрічаються парами, переважно на висоті від 1800 до 3500 м над рівнем моря, місцями на висоті до 4200 м над рівнем моря. Живляться комахами, іноді також насінням. Сезон розмноження на півночі ареалу триває з січня по червень, на півдні ареалу з серпня по січень. Гніздо невелике, чашоподібне, зроблене з рослинних волокон, корінців і трав, встелене пір'ям. В кладці 2-3 яйця, за сезон може вилупитися два виводки. 